# Гірські ліси Камеруну та Біоко
Гірські ліси Камеруну та Біоко (ідентифікатор WWF: AT0121) — афротропічний екорегіон тропічних та субтропічних вологих широколистяних лісів, розташований в горах на заході Центральної Африки.

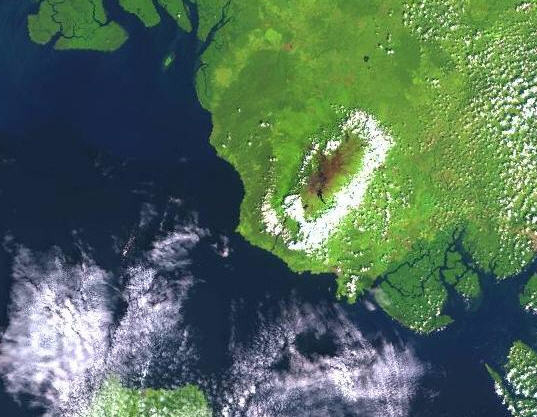
Вид з космосу на гору Камерун та на острів Біоко

## Географія
Екорегіон гірських лісів Камеруну та Біоко охоплює гору Камерун, розташовану поблизу узбережжя Гвінейської затоки в Камеруні, а також три гірські вершини, розташовані на острові Біоко — Піко-Базіле висотою 3011 м, Сан-Карлос висотою 2261 м та Сан-Хоакін висотою 2009 м. Висота гори Камерун становить 4095 м. Це найвища гора в Західній Африці, а також активно діючий вулкан (інші гори регіону є згаслими вулканами). Востаннє виверження Камеруну відбувалося у 2012 році.
І Біоко, і вулкан Камерун розташовані в межах Камерунської лінії, геологічного розлому, який тягнеться з північного сходу на південний захід, від Камерунського нагір'я на кордоні Нігерії і Камеруну до островів Гвінейської затоки. Раніше острів Біоко сполучався з материком, однак приблизно 12 тисяч років назад він став островом внаслідок підняття рівня Світового океану. На низьких висотах гірські ліси Камеруну та Біоко переходять у Кросс-Санаго-Біокські прибережні ліси.

## Клімат
На південно-західних схилах вулкану Камерун та гір Біоко сезон дощів триває фактично безперервно, а річна кількість опадів там може становить 10 000 мм. Натомість північні та східні схили Камеруну лежать в дощовій тіні. Загалом середньорічна кількість опадів в регіоні становить 3500 мм. У високогір'ях кількість опадів є меншою, зокрема на вершині Камеруну вона становить менше 2000 мм. Середня температура біля підніжжя Камеруну коливається від 25,5 °C до 27 °C, а у найспекотніші місяці (березень і квітень) вона може досягати 32-35 °C. З підняттям на вершину середня температура падає на 1 °C кожні 150 м.

## Флора
Флора екорегіону є спорідненою з флорою гвінейсько-конголезьких лісів, а також з флорою Камерунського нагір'я, Ангольського уступу, гір Рувензорі та Вірунґа. Широкий висотний діапазон регіону призвів до формування різних рослинних угруповань.
В передгір'ях вулкану Камеруну та гір острова Біоко ростуть дощові ліси, подібні до тих, що ростуть у навколишніх Кросс-Санаго-Біокських прибережних лісах. На висоті 1500 м над рівнем моря на Біоко починаються гірські тропічні ліси, які характеризуються відкритим лісовим наметом. В цих лісах переважають астропанакси Манна (Astropanax mannii), африканські вишні (Prunus africana) та купчасті нуксії (Nuxia congesta). На горі Камерун гірські ліси поширені на висоті від 1675 до 2200-2400 м над рівнем моря. Вище зустрічаються високогірні чагарникові зарості, а ще вище — гірські луки, субальпійські луки та голі скелі. 
На добре дренованих схилах Камеруну, сформованих застиглими потоками лави, ростуть гірські луки, де переважають Pennisetum monostigma, Swertia abyssinica та Agarista salicifolia. Серед застиглої лави на висоті понад 2000 м над рівнем моря ростуть орхідеї Brownleea parviflora та Holothrix tridentata, а також різноманітні трави. На висоті понад 2200-2400 м над рівнем моря на горі Камерун та на висоті понад 2500 м над рівнем моря на острові Біоко поширені субальпійські луки, де ростуть Andropogon amethystinus, Deschampsia mildbraedii, Agrostis mannii та Bulbostylis erratica.
Щонайменше 42 види та 3 роди рослин є ендеміками регіону. Ще 50 видів рослин є майже ендемічними для гори Камерун, а 29 видів — для Біоко. Багато з цих видів належать до родин Бальзаминові (Balsaminaceae), Маренові (Rubiaceae), Молочайні (Euphorbiaceae), Зозулинцеві (Orchidaceae) та Миртові (Myrtaceae).
Більшість ендеміків регіону, поширених на великих висотах, зокрема 19 ендемічних та 19 майже ендемічних видів, виникли відносно нещодавно, тоді як палеоендемічні види, зокрема представники трьох ендемічних родів, зустрічаються лише в передгір'ях. Деякі види, такі як африканський альпійський бамбук (Oldeania alpina) та широколистий ногоплідник (Podocarpus latifolius), зустрічаються в горах Камерунського нагір'я, однак відсутні на горі Камерун, що пояснюється частою вулканічною активністю з інтервалом у 20 років.

## Фауна
Екорегіон вирізняється різноманітною орнітофауною. На горі Камерун зареєстровано понад 370 видів птахів, з яких два види — камерунський турач (Pternistis camerunensis) та білолоба затоківка (Zosterops melanocephalus) — є ендемічними. В Науковому заповіднику Гран-Кальдера-де-Люба, розташованому на острові Біоко, зареєстровано 120 видів птахів, а в Національному парку Піко-Базіле — понад 70 видів. Серед поширених в горах Біоко птахів слід відзначити фернандеську маріку (Cinnyris ursulae), камерунську жалібничку (Psalidoprocne fuliginosa), східного гологолова (Picathartes oreas), кокосового приріта (Batis poensis) та ендемічну буру затоківку (Zosterops brunneus), що мешкає лише на горі Піко-Басіле. 
Також ендемічними є низка підвидів різних видів птахів (іноді існує навіть два ендемічні підвиди, представники одного з яких мешкають на горі Камерун, а іншого — в горах Біоко). Серед таких видів слід відзначити абісинську тимелію (Sylvia abyssinica), білочеревого астрильда (Estrilda nonnula), екваторіальну мухоловку (Muscicapa comitata), африканського дрозда (Turdus pelios), великого торо (Phyllastrephus xavieri), каштановоголову таміку (Cisticola chubbi) та бурого нікорніка (Apalis cinerea). Деякі птахи, зокрема куці астрильдики (Nesocharis shelleyi), камерунські нектарики (Cyanomitra oritis), сизоголові бюльбюлі (Arizelocichla tephrolaema), білохвості цвіркачі (Poliolais lopezi) та гірські золотокоси (Золотокіс гірський) зустрічаються лише в екорегіоні гірських лісів Камеруну та Біоко та в екорегіоні лісів Камерунського нагір'я.
Серед поширених в регіоні ссавців слід відзначити рудовуху мавпу (Cercopithecus erythrotis), чорного колобуса (Colobus satanas), дріла (Mandrillus leucophaeus), войовничу білозубку (Crocidura attila) та камерунську лазаючу мишу (Dendromus oreas). Ендеміками гори Камерун є камерунська лісова землерийка (Sylvisorex morio), смугаста миша Ейзентраута (Hybomys badius) та камерунська жорсткошерстна миша (Lophuromys roseveari), а ендеміком гір острова Біоко — мишоподібна землерийка Ейзентраута (Myosorex eisentrauti). Іншим ендеміком регіону є камерунська м'якошерстна миша (Praomys morio), яка мешкає як на Камеруні, так і в горах Біоко.
В екорегіоні мешкають різноманітні плазуни та амфібії, зокрема вернерії Прейса (Werneria preussi), чотирипалі жаби (Didynamipus sjostedti), камерунські вітрильникові хамелеони (Trioceros montium) та майже ендемічні чотирипалі сцинки Шьостедта (Lacertaspis gemmiventris). Також на горі Камерун мешкають різноманітні метелики, зокрема ендемічні Charaxes musakensis.

## Збереження
Оцінка 2017 року показала, що 736 км², або 64 % екорегіону, є заповідними територіями. Природоохоронні території включають: Національний парк гори Камерун в Камеруні та Національний парк Піко-Базіле і Науковий заповідник Гран-Кальдера-де-Люба в Екваторіальній Гвінеї.